# Concrețiune

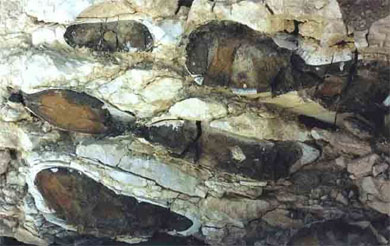

Concrețiune este un termen din geologie, care desemnează un agregat mineral de formă sferică sau neregulată, format prin depunerea rocilor sedimentare în jurul unui corp străin și prin concentrarea substanțelor minerale din soluțiile apoase. Agregatele concreționare se formează prin depunerea materialului din soluții în jurul unui nucleu (roci, minerale etc.), în soluri sau în peșteri.
Una din situațiile în care se formează concrețiuni se observă în peșteri, unde se depune pe pereți carbonat de calciu, denumit și "lapte de piatră", ca urmare a dizolvării calcarului de către apele de infiltrație. Astfel, se formează stalactite, stalagmite, coloane, pânze, baldachine, ghirlande, cristale etc.